# ACT Cargo

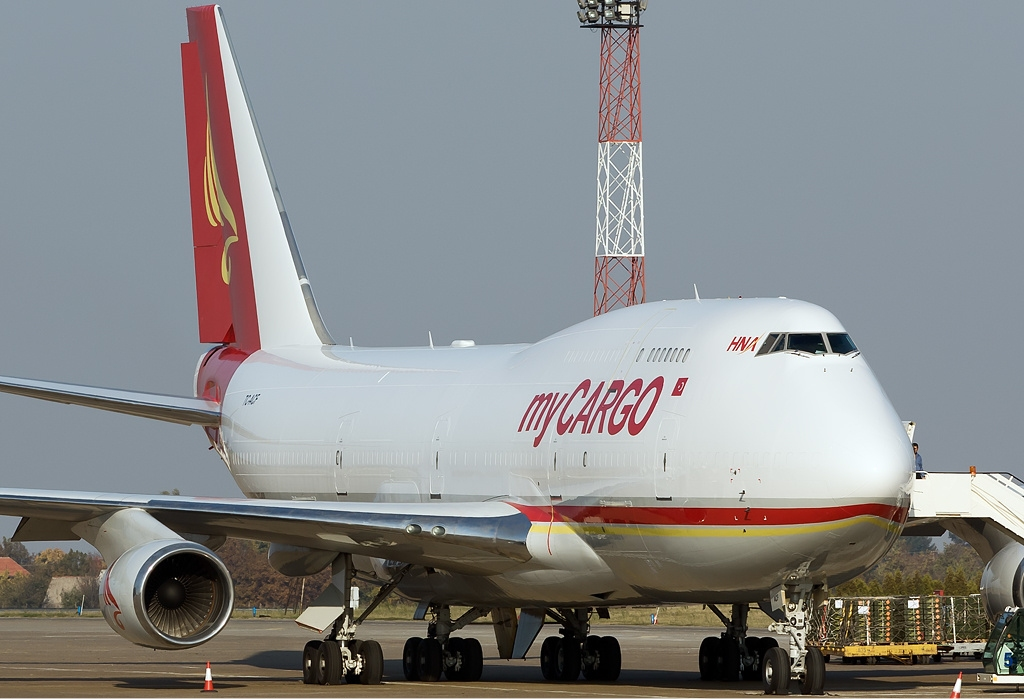
My Cargo Boeing 747

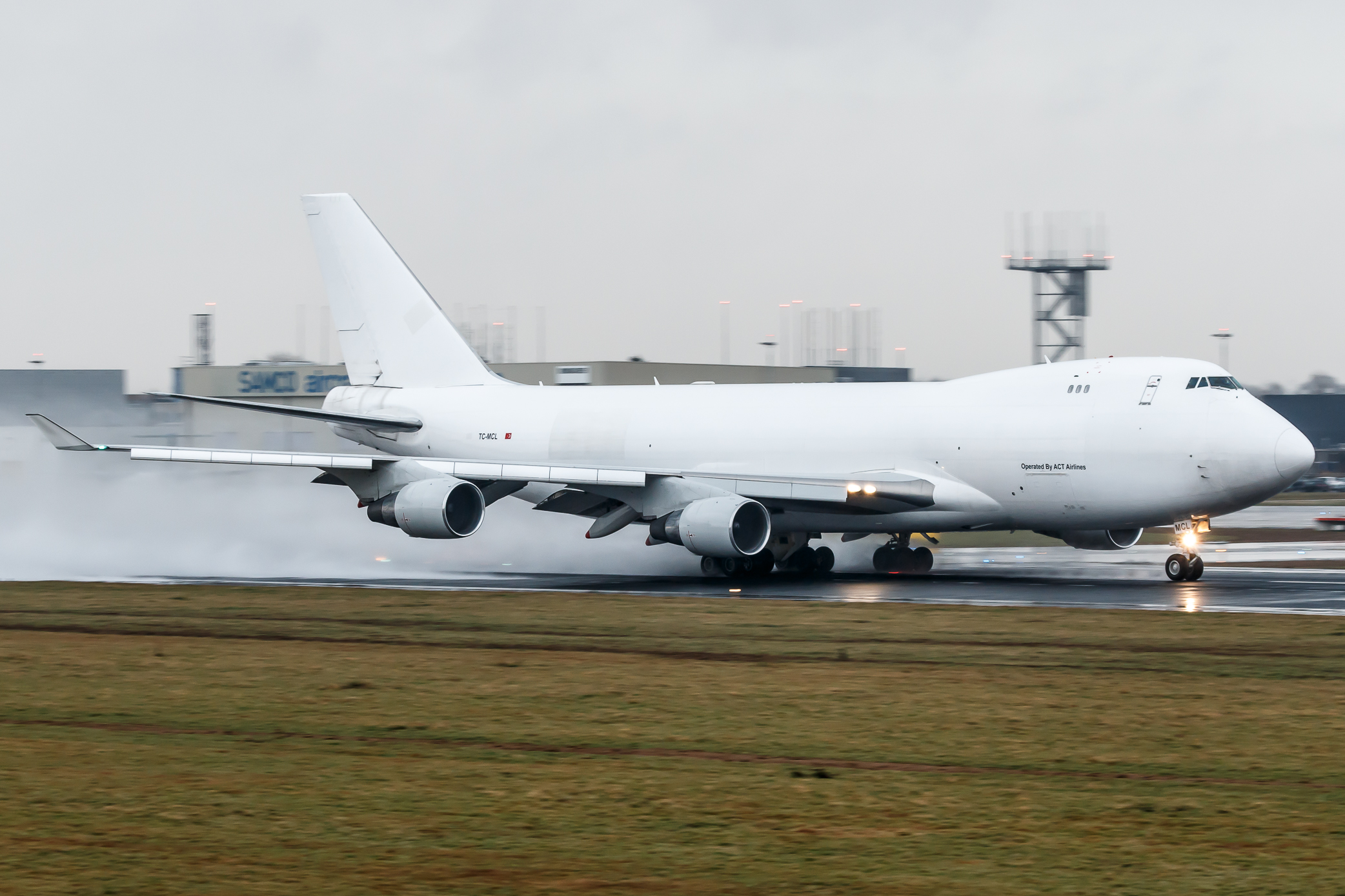
ACT Airlines Boeing 747-400F (TC-MCL) op Maastricht Aachen Airport, 11 januari 2017

Act Airlines is een vrachtluchtvaartmaatschappij met als thuisbasis Luchthaven Istanbul Atatürk in Istanboel (Turkije). Het bedrijf opereert onder de naam myCARGO.
De eerste vlucht van de maatschappij was op 29 juni 2005. Het management werd veranderd in maart 2006. De luchtvaartmaatschappij is in handen van de Chinese HNA Group (49%), Daglar Cizmeci (50,1%) en andere Turkse aandeelhouders (0,9%).

## Vloot
De vloot van ACT Airlines bestond in augustus 2024 uit volgende toestellen:
- 2 Boeing 747-400BDSF
- 2 Boeing 747-400ERF

## Ongeluk
Op 16 januari 2017 verongelukte de Boeing 747 met vliegtuigregistratie "TC-MCL"  tijdens een landingspoging op de Internationale Luchthaven Manas bij Bisjkek in Kirgizië. Ten minste 32 mensen kwamen om, van wie 28 uit het dorpje waarop het vliegtuig terechtkwam. ACT Airlines voerde de vlucht uit namens Turkish Airlines.

## Externe link

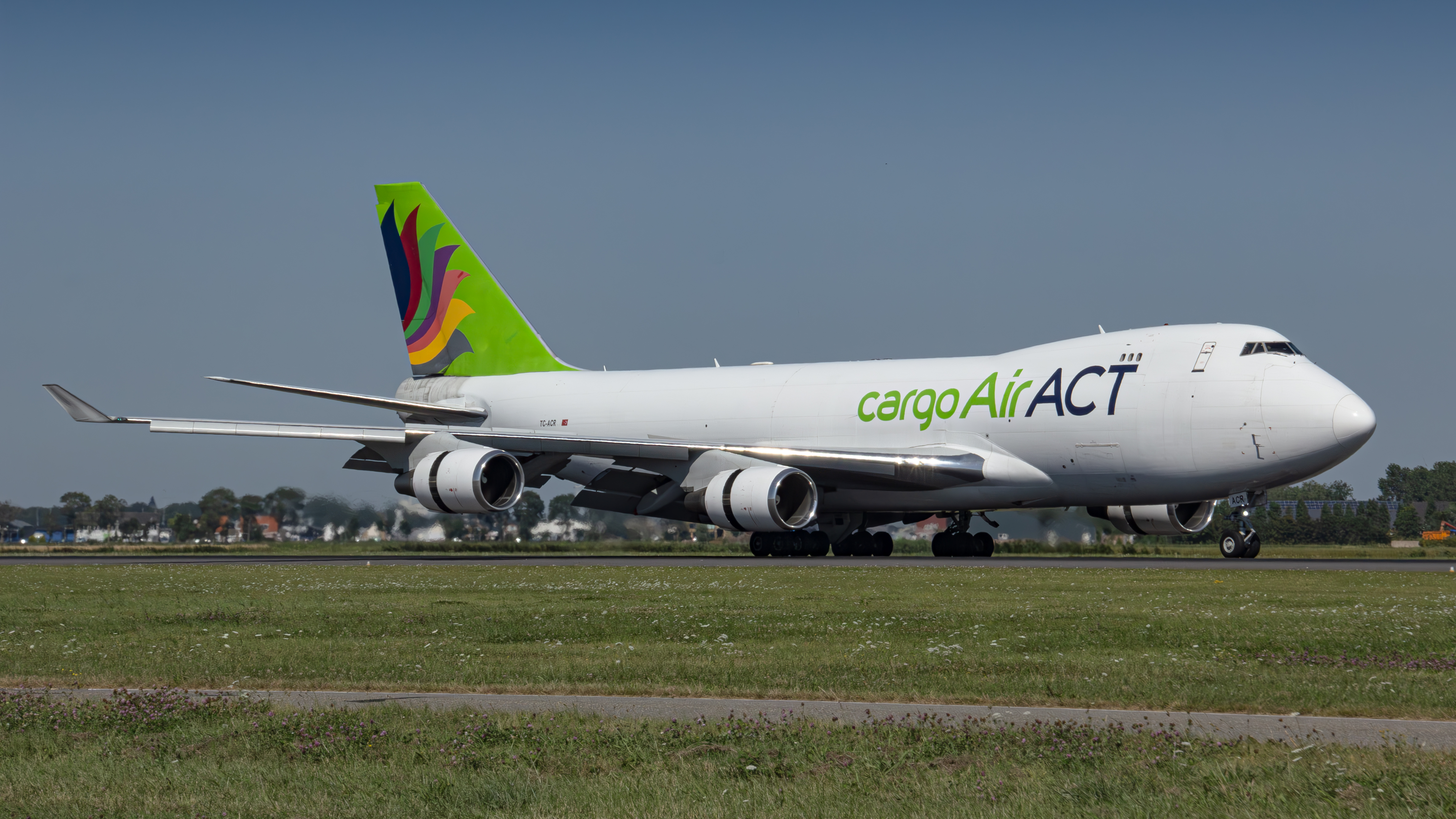
ACT Airlines Boeing 747-428ERF (TC-ACR) De eerste in de nieuwe kleuren van de maatschappij en het zelfde toestel dat van de baan is geraakt op Maastricht Aachen Airport in 2017.

## Codes
- IATA Code: 9T
- ICAO Code: RUN
- Roepletter: Cargo Turk